# Фомалхаут
Фомалхаут (α Piscis Austrini; Алфа от Южна риба) е най-ярката звезда в съзвездието Южна риба и една от най-ярките звезди в нощното небе. Тя е от спектрален клас A и се намира в главна последователност. Разположена е на около 25 светлинни години от Слънцето. От 1943 г. спектърът на звездата служи като отправна точка, спрямо които се класифицират други звезди. Излъчва най-вече инфрачервени лъчи, което сочи, че е заобиколена от околозвезден диск. Фомалхаут образува тройна система със звездата от клас K TW Южна риба и червеното джудже от клас M LP 876-10, макар те да са разделени от няколко градуса.
Фомалхаут е първата звездна система с предполагаема планета (Фомалхаут b, по-късно наречена Дагон), която е заснета във видимия диапазон. Изображението ѝ е публикувано през ноември 2008 г. Традиционното име на звездата произлиза от Фом ал-Хаут (на арабски: فم الحوت), което ще рече „устата на рибата“ – превод на наименованието, което Птолемей ѝ дава.

## Наблюдение
Фомалхаут е единствената звезда от първа величина, която се вижда през есента в южната част на небето от северните географски ширини. Все пак, отвъд 60° северна ширина тя въобще не изгрява. От друга страна, южно от 60° южна ширина тя е незалязваща звезда.
В миналото, звездата е разпознавана от много народи в северното полукълбо, включително арабите, персите и китайците. Идентифицирана е още в праисторията, а намерени находки в Персия относно участието ѝ в определени ритуали датират около 2500 г. пр.н.е. В средновековните вещерски ритуали Фомалхаут се счита за „паднал ангел“ и „четвърти страж на северните врати“.
При деклинация от −29,6°, Фомалхаут се намира южно от небесния екватор, поради което се наблюдава най-добре от южното полукълбо. Все пак, южната ѝ деклинация не е толкова голяма, колкото на Акрукс, Алфа Кентавър и Канопус, което означава, че за разлика от тях, Фомалхаут се вижда и в голяма част от северното полукълбо. При 40° северна географска ширина Фомалхаут се намира над хоризонта в продължение на осем часа, достигайки само 20° над него.

## Фомалхаут A
Фомалхаут е много млада звезда, за която дълго време се счита, че е на 100 – 300 милиона години, с потенциална продължителност на живота до милиард години. Изследване от 2012 г. поставя възрастта малко по-високо – 440 ± 40 милиона години. Повърхностната температура на звездата е около 8590 K. Масата ѝ е около 1,92 пъти по-голяма от слънчевата, диаметърът ѝ е около 1,84 пъти по-голям от слънчевия, а светимостта ѝ е около 16,6 пъти по-голяма от слънчевата.
Звездата е с малко по-малка металичност от Слънцето, което означава, че е с по-ниско съдържание на елементи, по-тежки от водород и хелий. Спектроскопско проучване от 1997 г. установява, че съдържанието на желязо в атмосферата ѝ е около 93% от това в слънчевата атмосфера. Проучване от 2008 г., обаче, поставя металичността на звездата много ниско – едва 46% от слънчевата.

## Фомалхаут B (TW Южна риба)
Придружаваща звезда на Фомалхаут е TW Южна риба, която е от спектрален клас K4. Тя се намира на 0,91 светлинни години от основния компонент и скоростта ѝ в пространството е много сходна с тази на Фомалхаут, в граници от 0,1 ± 0,5 km/s. Възрастта ѝ е оценена на 400 ± 70 милиона години, което също е съпоставимо с възрастта на главния компонент и допълнително подкрепя тезата, че двете звезди образуват двойна система.
TW Южна риба е променлива звезда, чиято видима звездна величина варира от 6,44 до 6,49 за период от 10,3 дни. През 2019 г. екип от учени, анализиращ астрометрията на звездата, споделя хипотезата си, че около нея се върти планета с маса 1,2+0,7
−0,6 пъти масата на Юпитер и период на въртене от грубо 80 години.

## Фомалхаут C (LP 876 – 10)
Звездата LP 876 – 10 също е свързана със системата на Фомалхаут, което я прави тройна звезда. Тя е открита през октомври 2013 г., имайки сходна скорост с тази на Фомалхаут A. Представлява червено джудже от спектрален клас M4V и се отдалечена на 5,7° от основния компонент в небето, попадайки в съседното съзвездие Водолей. Намира се на 2,5 светлинни години от Фомалхаут A и на 3,22 светлинни години от TW Южна риба. През декември 2013 г. е докладвано наличието на студен диск от отломки около LP 876 – 10, което е сравнително рядко явление за многозвездните системи.